# Bathel Bruyn el vell
Bathel Bruyn el vell   (Wesel i Colònia, 1493 (Gregorià) - Colònia, 22 d'abril de 1555 (Gregorià)) normalment anomenat el Vell, va ser un pintor renaixentista alemany actiu a Colònia. Va pintar retaules i retrats, i va ser el retratista més important de Colònia de la seva època.

## Biografia
Va néixer a Wesel o Colònia. Els seus primers treballs suggereixen que va rebre la seva formació artística al Baix Rin. El seu primer retaule documentat és una Coronació de la Mare de Déu (1515–1516) encarregada pel doctor Peter von Clapis, professor de la Universitat de Colònia. Els retaules de Bruyn dels anys 1510 i 1520 estan influenciats per l'estil de Jan Joest, amb qui Bruyn estava relacionat, i sovint emulen l'hàbit de Joest d'il·luminar les seves figures des de baix.
Quan Bruyn va pintar el retaule d'Essen (1522–1525), havia combinat la influència de Joest amb la de Joos van Cleve. A la dècada de 1530, va desenvolupar un estil més italianitzat que reflecteix els exemples de Rafael i Miquel Àngel, que probablement només va conèixer de segona mà a través dels gravats de Marcantonio Raimondi i tal com es va filtrar a través de les obres d'artistes com Jan van Scorel i Martin van Heemskerck.
Bruyn és especialment conegut pels seus retrats. Va ser el primer retratista important a Colònia i el fundador d'una escola prolífica de retrat que va continuar amb els seus fills Arnt i Barthel Bruyn el Jove. Els seus subjectes solen ser retratats a mig cos sobre un fons pla; la cara és el centre d'atenció, però els detalls del vestuari es descriuen nítidament i es dona protagonisme a les mans. L'historiador de l'art Jean M. Caswell diu que les representacions de Bruyn sobre els ciutadans de la classe mitjana alta de Colònia són animades i expressives, i no mostren cap adulació vana. Bruyn no va signar els seus retrats, i alguns d'ells han estat mal atribuïts en el passat a Hans Holbein, la influència del qual és evident en les obres de Bruyn després de 1539.
Barthel Bruyn va ser un ciutadà respectat de Colònia i actiu durant tota la seva vida en els afers cívics. Va ser elegit a l'Ajuntament els anys 1549 i 1553, i va morir home ric. Les seves obres es troben en nombroses col·leccions públiques, entre altres la National Gallery de Londres; el Metropolitan Museum of Art de Nova York; i el Louvre de París. El Museu Thyssen-Bornemisza de Madrid posseeix un Pessebre i dos retrats de Bruyn.

## Galeria

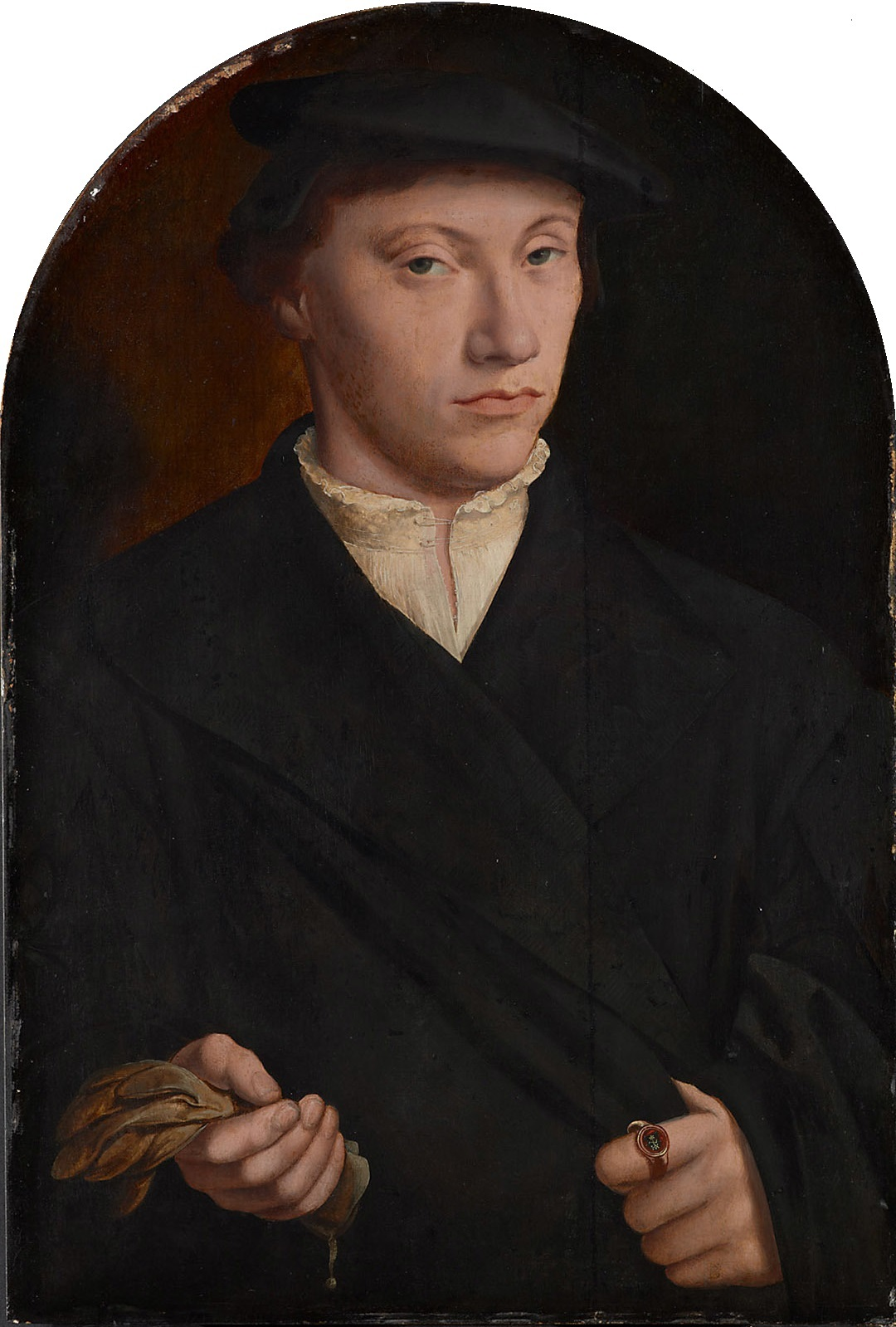
Retrat d'un jove amb guants, oli sobre fusta,Kunsthistorisches Museum, Viena
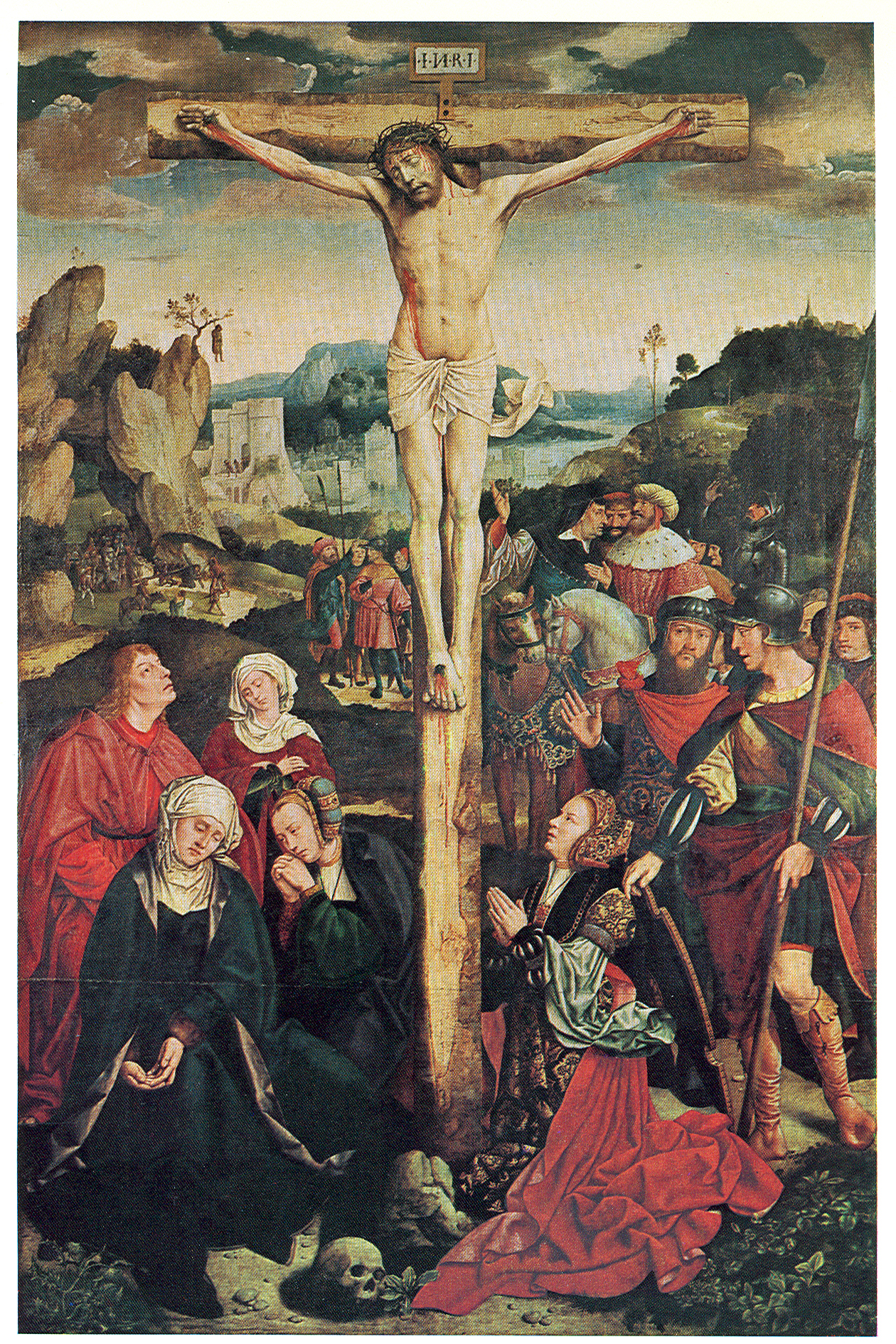
Retaule, Església de Sant Joan Baptista,Essen
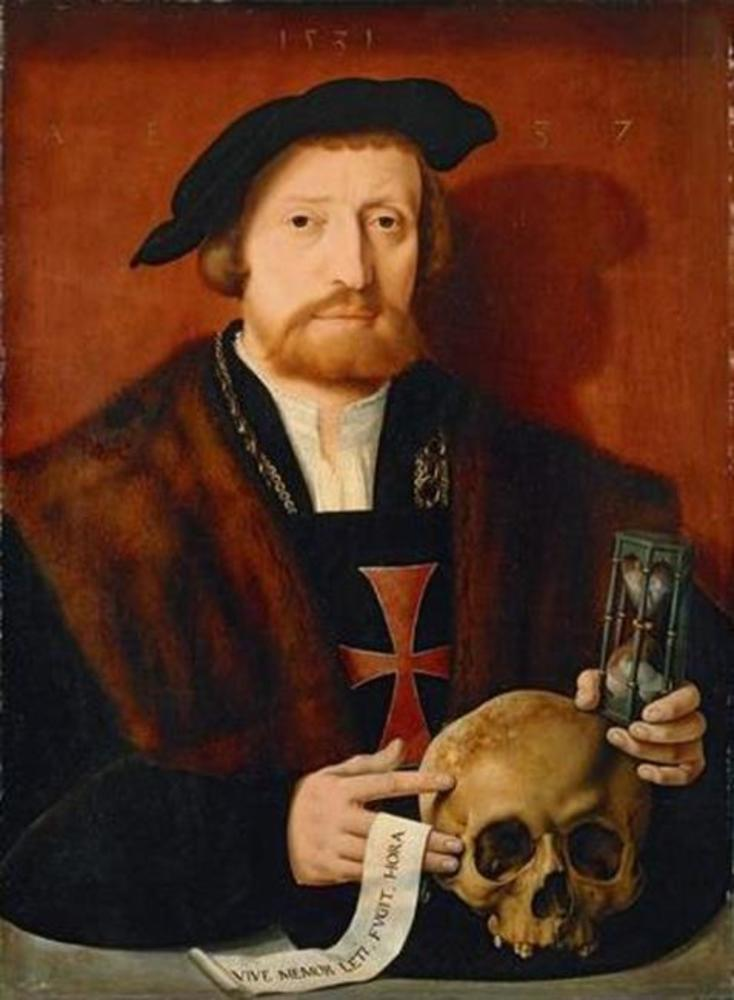
Retrat d'un cavaller, 1531, oli sobre fusta,Kunsthistorisches Museum, Viena
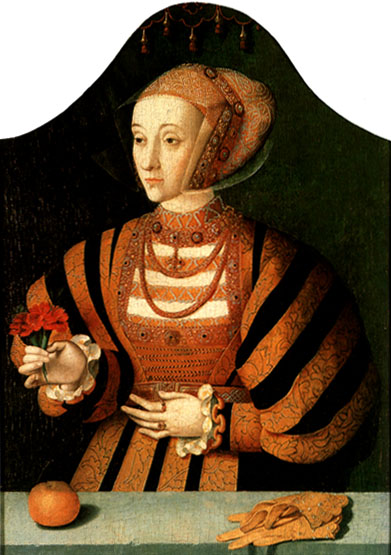
Anna de Clèves, ca. dècada de 1540
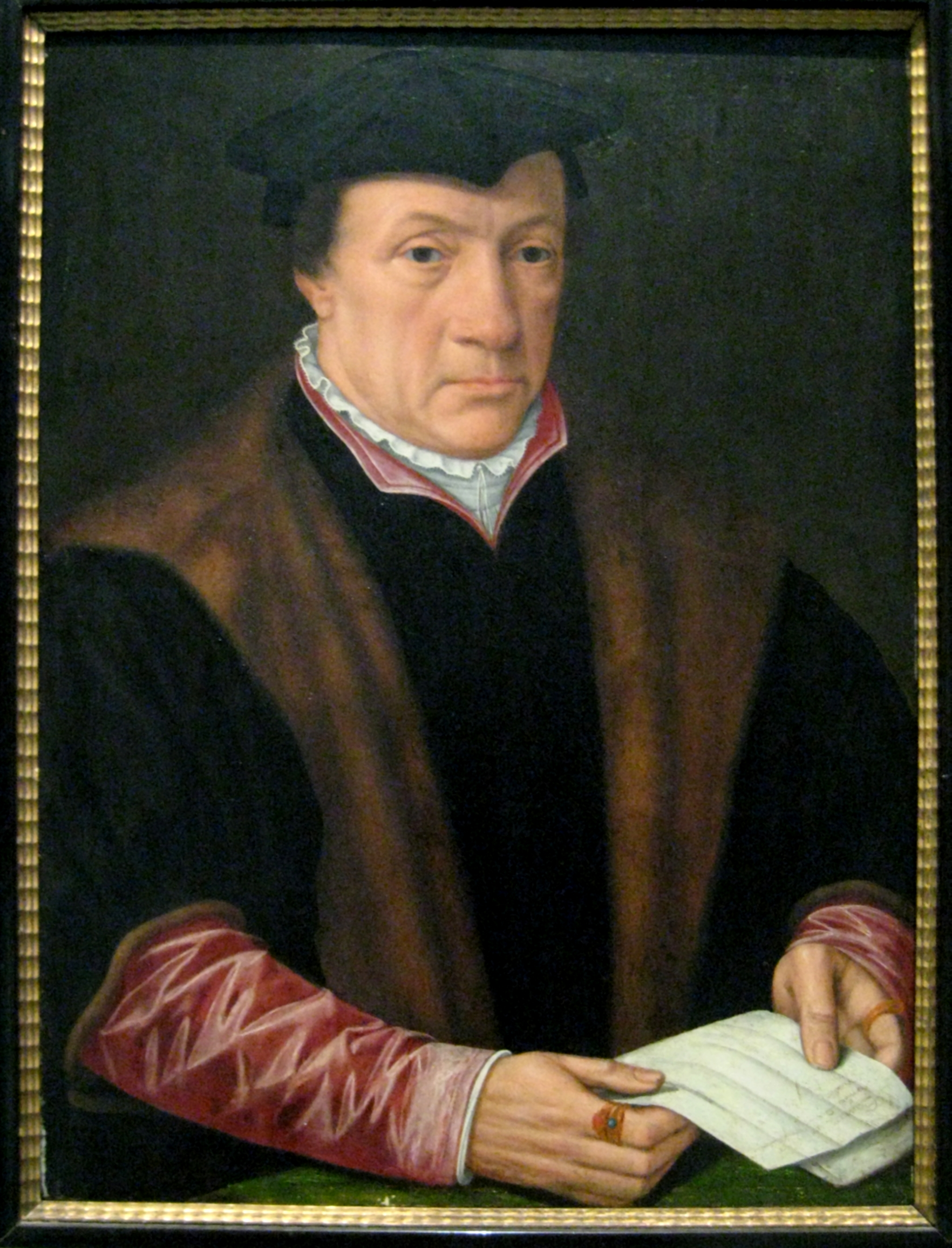
Retrat d'un acadèmic, col·lecció Mikhail Perchenko
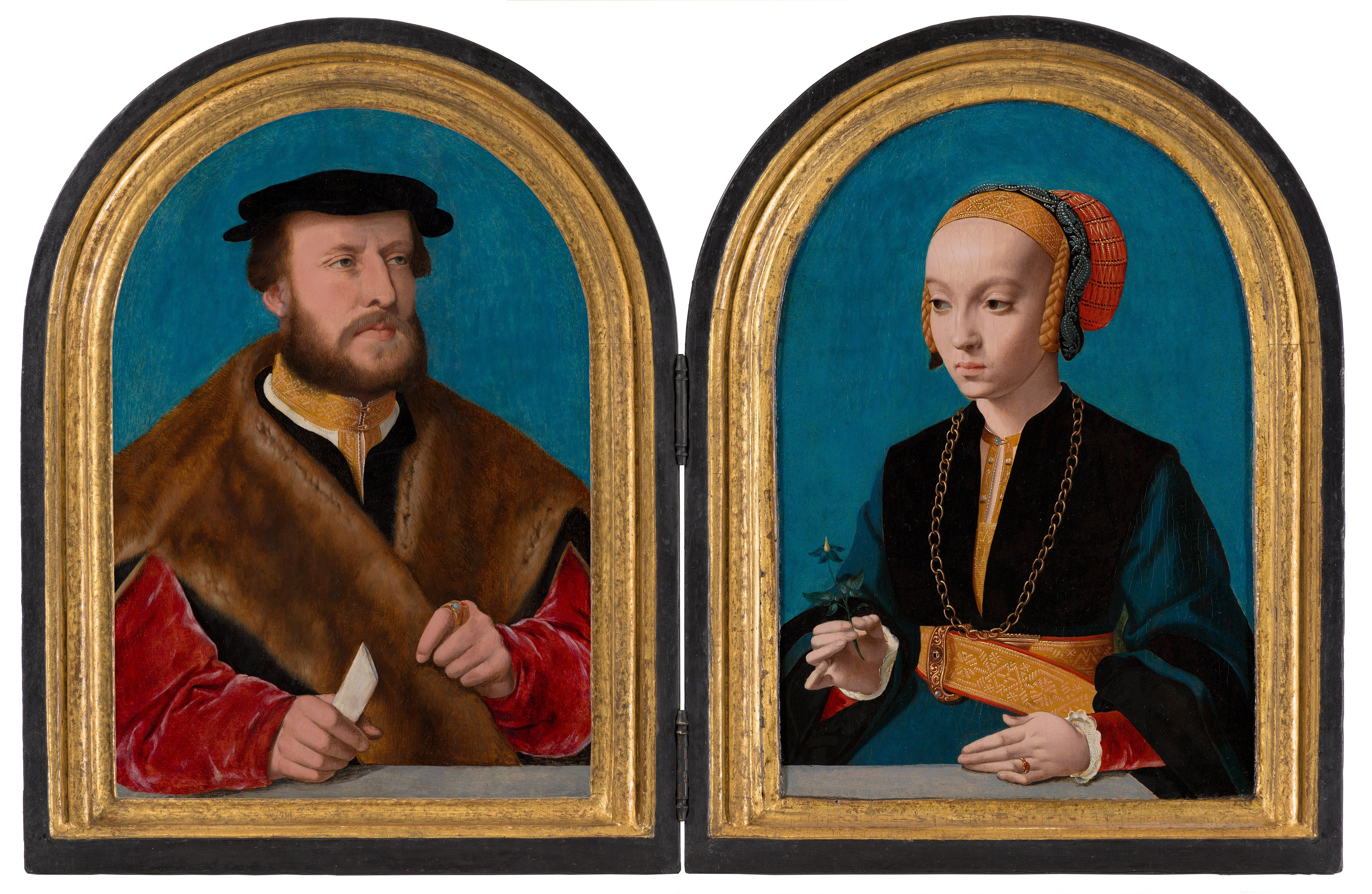
Elisabeth BellinghauseniJacob Omphalius, ca. 1538,Mauritshuis, La Haia. Elisabeth porta una branca de dolçamara, símbol de les promeses.
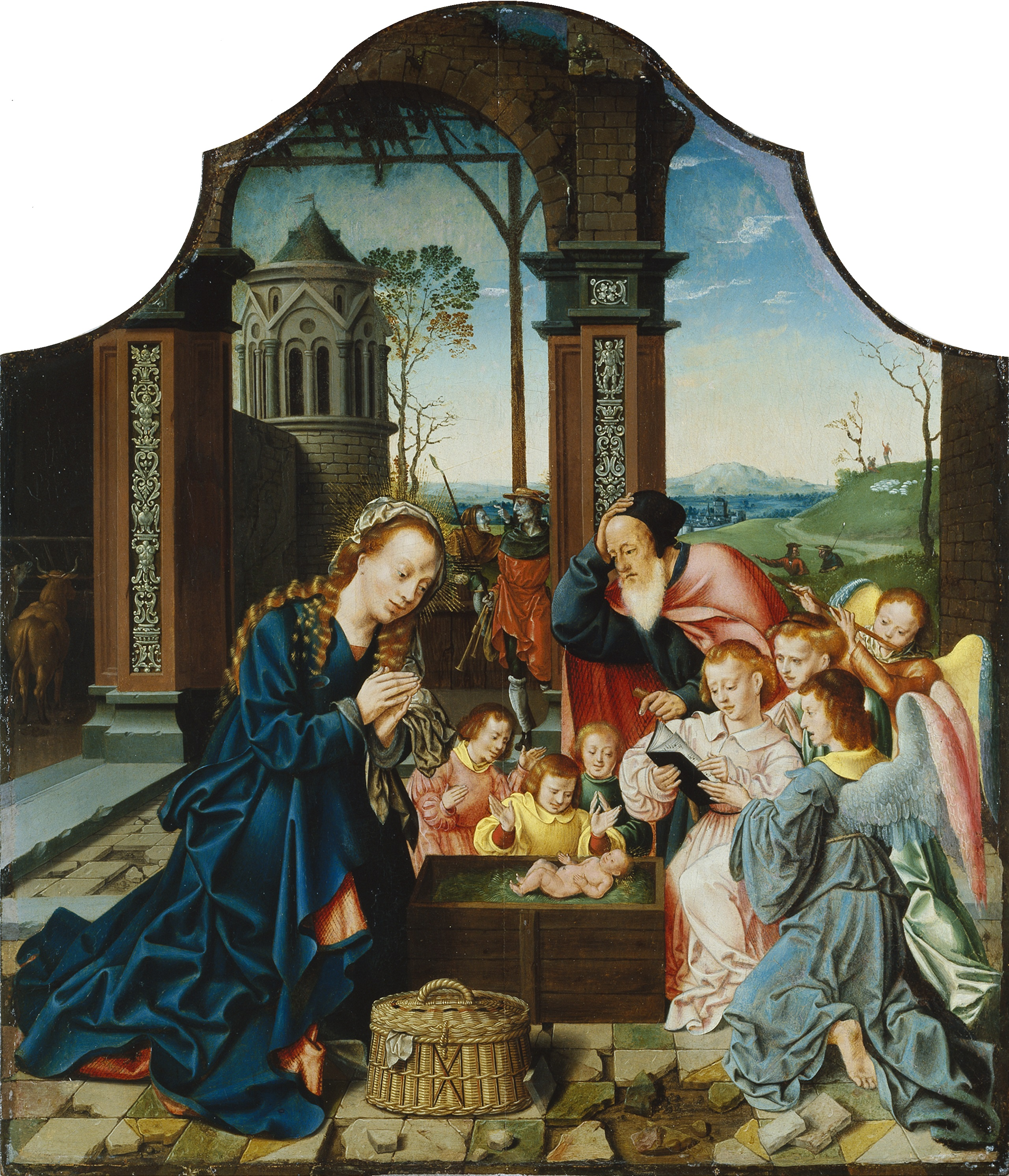
Naixement, ca. 1520,Museu Thyssen-Bornemisza, Madrid.
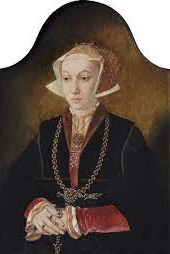
Una vella Anna de Cleves de Bartholomaeus Bruyn el Vell